# Baruun-Urt
Baruun-Urt (mong. Баруун−Урт) – miasto we wschodniej Mongolii, stolica ajmaku suchebatorskiego. W 2010 roku liczyło 14 tys. mieszkańców.
W latach 80. XX w. działał w mieście niewielki kombinat spożywczy o lokalnym znaczeniu i zakłady rzemieślnicze. Znajdują się tu (stan na 2008): Muzeum Ajmaku oraz klasztor lamajski założony w 1991 roku.

## Ludność
W 1959 – 6 tys.; w 1969 – 8 tys.; w 1979 – 11,6 tys.; w 1989 – 16,1 tys.; w 1994 – 17,3 tys.; w 2000 – 15,1 tys.; w 2006 – 12 tys.;